# Christina Hendricks
Christina Rene Hendricks (Knoxville, 3 maggio 1975) è un'attrice ed ex modella statunitense, nota per aver interpretato il ruolo di Joan Holloway nella serie televisiva di successo Mad Men.

## Biografia
È nata a Knoxville, nel Tennessee, il 3 maggio del 1975 da Robert Hendricks, una guardia forestale inglese originario di Birmingham, e da Jackie Sue Raymond, una psicologa statunitense. L'11 ottobre 2009 ha sposato il collega Geoffrey Arend; nel 2019 la coppia ha annunciato la separazione.

## Filmografia

### Cinema
- La cucina, regia di Allison R. Hebble e Zed Starkovich (2007)
- Tre all'improvviso (Life as We Know It), regia di Greg Berlanti (2010)
- Drive, regia di Nicolas Winding Refn (2011)
- Ma come fa a far tutto? (I Don't Know How She Does It), regia di Douglas McGrath (2011)
- Questioni di famiglia (The Family Tree), regia di Vivi Friedman (2011)
- Detachment - Il distacco (Detachment), regia di Tony Kaye (2012)
- Struck by Lightning, regia di Brian Dannelly (2012)
- Ginger & Rosa, regia di Sally Potter (2012)
- God's Pocket, regia di John Slattery (2014)
- Lost River, regia di Ryan Gosling (2014)
- Dark Places - Nei luoghi oscuri (Dark Places), regia di Gilles Paquet-Brenner (2015)
- Zoolander 2, regia di Ben Stiller (2016)
- The Neon Demon, regia di Nicolas Winding Refn (2016)
- Babbo bastardo 2 (Bad Santa 2), regia di Mark Waters (2016)
- Mistero a Crooked House (Crooked House), regia di Gilles Paquet-Brenner (2017)
- Botte da prof. (Fist Fight), regia di Richie Keen (2017)
- The Strangers: Prey at Night, regia di Johannes Roberts (2018)
- Dolci scelte (Candy Jar), regia di Ben Shelton (2018)
- American Woman, regia di Jake Scott (2018)

### Televisione
- Undressed – serie TV, 4 episodi (1999)
- Beggars and Choosers – serie TV, 19 episodi (2000-2001)
- E.R. - Medici in prima linea (ER) – serie TV, 4 episodi (2002)
- The Big Time, regia di Paris Barclay – film TV (2002)
- Firefly – serie TV, 2 episodi (2002-2003)
- Tru Calling – serie TV, 1 episodio (2004)
- Kevin Hill – serie TV, 22 episodi (2004-2005)
- Cold Case - Delitti irrisolti (Cold Case) – serie TV, episodio 3x04 (2005)
- Senza traccia - serie TV, 1 episodio (2006)
- Jake in Progress – serie TV, 4 episodi (2006)
- Life – serie TV, 4 episodi (2007-2008)
- Body of Proof – serie TV, 1 episodio (2011)
- Mad Men – serie TV, 92 episodi (2007-2015)
- Another Period – serie TV, 10 episodi (2015)
- Hap and Leonard – serie TV, 6 episodi (2016)
- Tin Star – serie TV, 15 episodi (2017-2019)
- Good Girls – serie TV, 50 episodi (2018-2021)
- The Romanoffs – miniserie TV, 1 puntata (2018)
- The Buccaneers – serie TV, 8 episodi (2023)
- Good American Family – miniserie TV, 3 episodi (2025)

### Doppiaggio
- Rick and Morty – serie TV, episodio 3x03 (2015)
- La collina dei papaveri (Kokuriko-zaka Kara), regia di Gorō Miyazaki (2011)
- Robot Chicken – serie TV, episodio 4x09 (2018)
- Toy Story 4, regia di Josh Cooley (2019)
- Scooby!, regia di Tony Cervone (2020)

## Doppiatrici italiane
Nelle versioni in italiano dei suoi lavori, Christina Hendricks è stata doppiata da:
- Alessandra Korompay in Mad Men, Botte da Prof., Hap and Leonard, Good Girls
- Ilaria Latini in Tre all'improvviso, Lost River, Good American Family
- Alessandra Cassioli in Ma come fa a far tutto, Senza traccia, Dolci scelte
- Valentina Mari in Cold Case - Delitti irrisolti, The Romanoffs
- Debora Magnaghi in Detachment - Il distacco, The Neon Demon
- Selvaggia Quattrini in E.R. - Medici in prima linea
- Daniela Calò in Dark Places - Nei luoghi oscuri
- Chiara Colizzi in God's Pocket
- Francesca Guadagno in True Calling
- Federica De Bortoli in Kevin Hill
- Ilaria Stagni in Babbo Bastardo 2
- Sabrina Duranti in Tin Star
- Roberta Pellini in Mistero a Crooked House
- Claudia Catani in The Strangers: Prey at Night
- Elena Canone in American Woman

Da doppiatrice è sostituita da:
- Federica De Bortoli in Toy Story 4
- Mariagrazia Cerullo in Scooby!
- Veronica Puccio in Solar Opposites